# Шулгайте, Эугения Клеменсовна
Эугения Клеменсовна Шулгайте (лит. Eugenija Šulgaitė; 1 июня 1923, Рагува, Паневежский район — 28 июля 2014) — советская и литовская театральная и киноактриса, заслуженная артистка Литовской ССР (1960).

## Биография
Эугения Шулгайте родилась 1 июня 1923 года в местечке Рагува Паневежского района Литвы. В 1944 году окончила актёрскую студию при Паневежском драматическом театре, и работала в нём более 50 лет (1945-1998) до выхода на пенсию. Сыграла более 100 ролей, среди которых Аркадина, леди Макбет, Гедда Габлер.
Много играла в кино, где в основном исполняла роли матерей («Никто не хотел умирать», «Счастливый невезучий человек», «Извините, пожалуйста», «Жизнь под клёном»).
Умерла 28 июля 2014 года.

### Семья
- Муж — актёр Гедиминас Карка (1922—1991), народный артист Литовской ССР.
- Дети — близнецы Андрюс Карка (род. 1948, снимался в кино) и Кристина Каркайте-Мазурене (художник в области керамики).

## Награды и премии
- Заслуженная артистка Литовской ССР (1960).

## Работы в театре
- «Ревизор» Н. Гоголь — Анна Андреевна
- «Последние» M. Горький — Софья
- «Гедда Габлер» Г. Ибсен — Гедда
- «Смерть коммивояжёра» А. Миллер — Линда
- «Макбет» У. Шекспир — Леди Макбет
- «Физики» Ф. Дюрренматт — Матильда
- «Зять» В. Креве — Калвайтене
- «Доходное место» А. Островский — Кукушкина
- «Чайка» А. Чехов — Аркадина

## Фильмография
| Год  |   | Название                                                                   | Роль                                                                                       |
| ---- | - | -------------------------------------------------------------------------- | ------------------------------------------------------------------------------------------ |
| 1959 | ф | Адам хочет быть человеком (Adomas nori būti žmogumi; Литовская киностудия) | эпизод (нет в титрах)                                                                      |
| 1961 | ф | Канонада (Kanonada)                                                        | мать Витяниса                                                                              |
| 1962 | ф | Шаги в ночи (Žingsniai naktį)                                              | мать Повиласа                                                                              |
| 1965 | ф | Никто не хотел умирать                                                     | Локене, мать (дублирует Е. Лосакевич)                                                      |
| 1959 | ф | Хроника одного дня (Vienos dienos kronika)                                 | Мария Римшене                                                                              |
| 1966 | ф | Восточный коридор (Беларусьфильм)                                          | эпизод (в титрах Е. Шулдайте)                                                              |
| 1972 | ф | Тадас Блинда (Tadas Blinda)                                                | мать Блинды                                                                                |
| 1973 | ф | Счастливый невезучий человек (Laimingas laimės neradęs)                    | мать Юозаса                                                                                |
| 1976 | ф | Венок из дубовых листьев (Virto ąžuolai)                                   | мать (нет в титрах)                                                                        |
| 1976 | ф | Венок сонетов (Беларусьфильм)                                              | эпизод                                                                                     |
| 1976 | ф | В тени меча (Беларусьфильм)                                                | Кача, старая крестьянка (дублировала Мария Призван-Соколова)                               |
| 1976 | ф | Потерянный кров (Sodybų tuštėjimo metas)                                   | Вайнорене (Катре Курилка), хозяйка хутора, мать Адомаса (дублировала Людмила Ксенофонтова) |
| 1978 | ф | Смилуйся над нами (Pasigailėk mūsų)                                        | мать Йомантаса                                                                             |
| 1979 | ф | За стеклянной дверью (Aiz stikla durbīm)                                   | Рупайне (в титрах Каркене Шулгайте; дублировала Любовь Малиновская)                        |
| 1979 | ф | Соседи (Kaimynai)                                                          | Лукнене, мать Йонаса                                                                       |
| 1980 | ф | Встречи с 9 до 9 (Rungtynės nuo 9 iki 9)                                   | мать Каролиса Будриса                                                                      |
| 1980 | ф | Факт (Faktas)                                                              | мать Станислава                                                                            |
| 1982 | ф | Извините, пожалуйста (Atsiprašau)                                          | мать Пранаса (дублировала Нина Зорская)                                                    |
| 1983 | ф | Сад с призраком (Рижская киностудия)                                       | старушка (озвучивала Светлана Коновалова)                                                  |
| 1983 | ф | Чужие страсти (Рижская киностудия)                                         | мать Антанаса                                                                              |
| 1985 | ф | Электронная бабушка (Литовская киностудия)                                 | бабушка Виктория                                                                           |
| 1986 | ф | Пятрас Курмялис (Petras Kurmelis)                                          | мать Пятраса                                                                               |
| 1986 | ф | Шестнадцатилетние (Šešiolikmečiai)                                         | эпизод                                                                                     |
| 1988 | ф | Жизнь под клёном (Gyvenimas po klevu)                                      | Моника                                                                                     |
| 1988 | ф | Не помню лица твоего (Neatmenu tavo veido)                                 | бабушка Леты                                                                               |
| 1997 | ф | Дом (A Casa; Литва, Португалия, Франция)                                   | Имя персонажа не указано                                                                   |
| 2003 | ф | В полном одиночестве (Vienui vieni)                                        | деревенская женщина                                                                        |